# Trichopilia fragrans
Trichopilia fragrans är en orkidéart som först beskrevs av John Lindley, och fick sitt nu gällande namn av Heinrich Gustav Reichenbach. Trichopilia fragrans ingår i släktet Trichopilia och familjen orkidéer. Inga underarter finns listade i Catalogue of Life.

## Bildgalleri

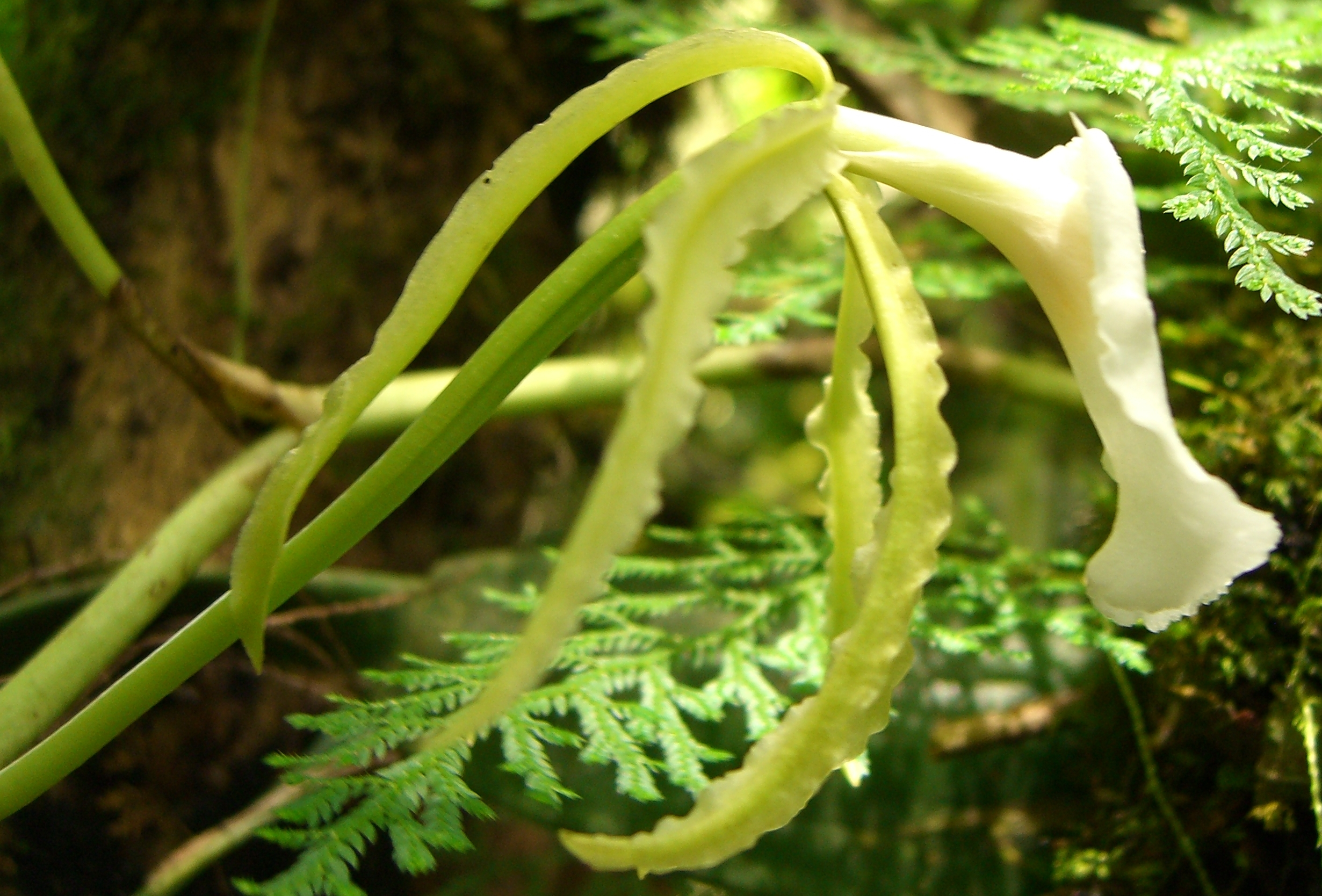
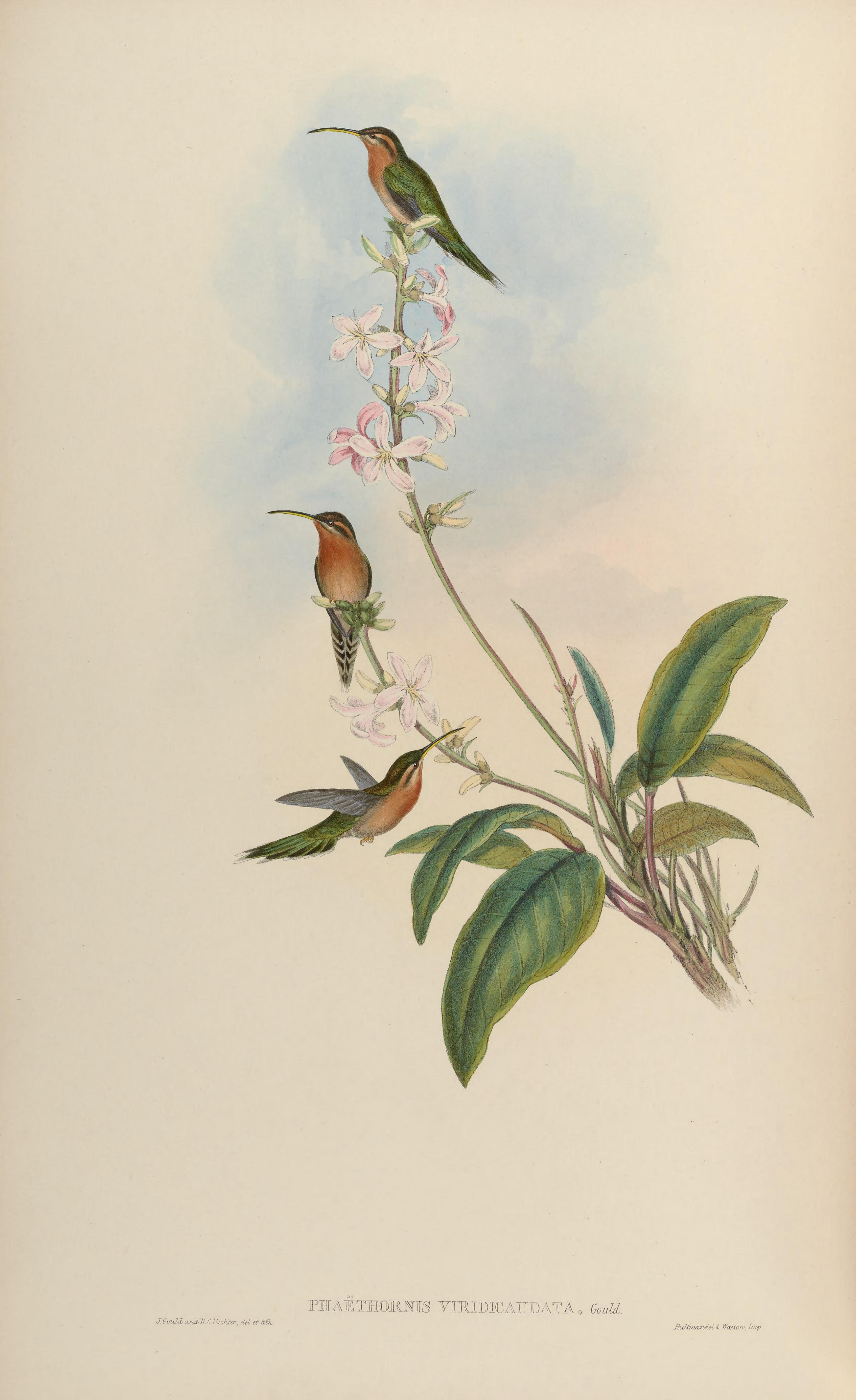
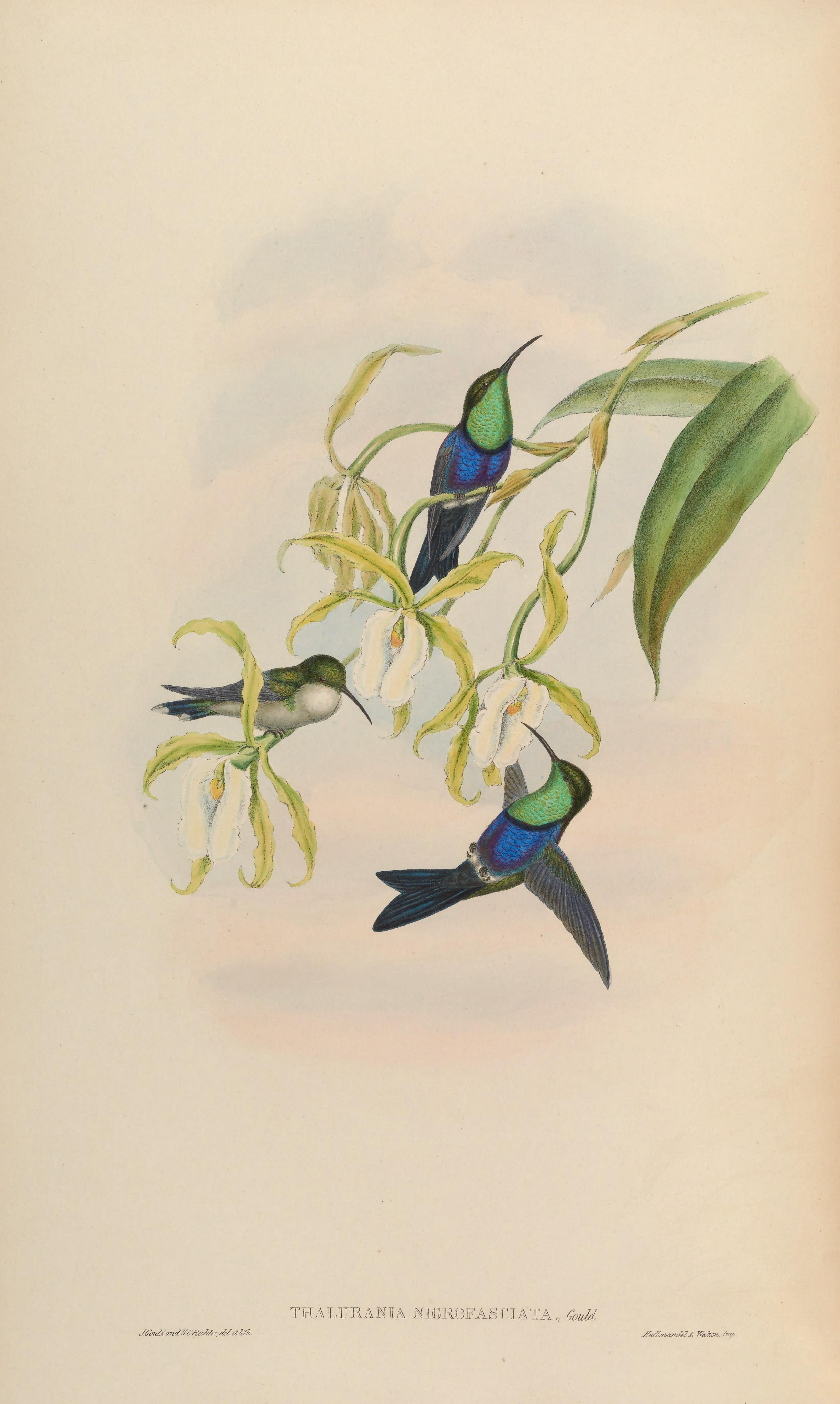
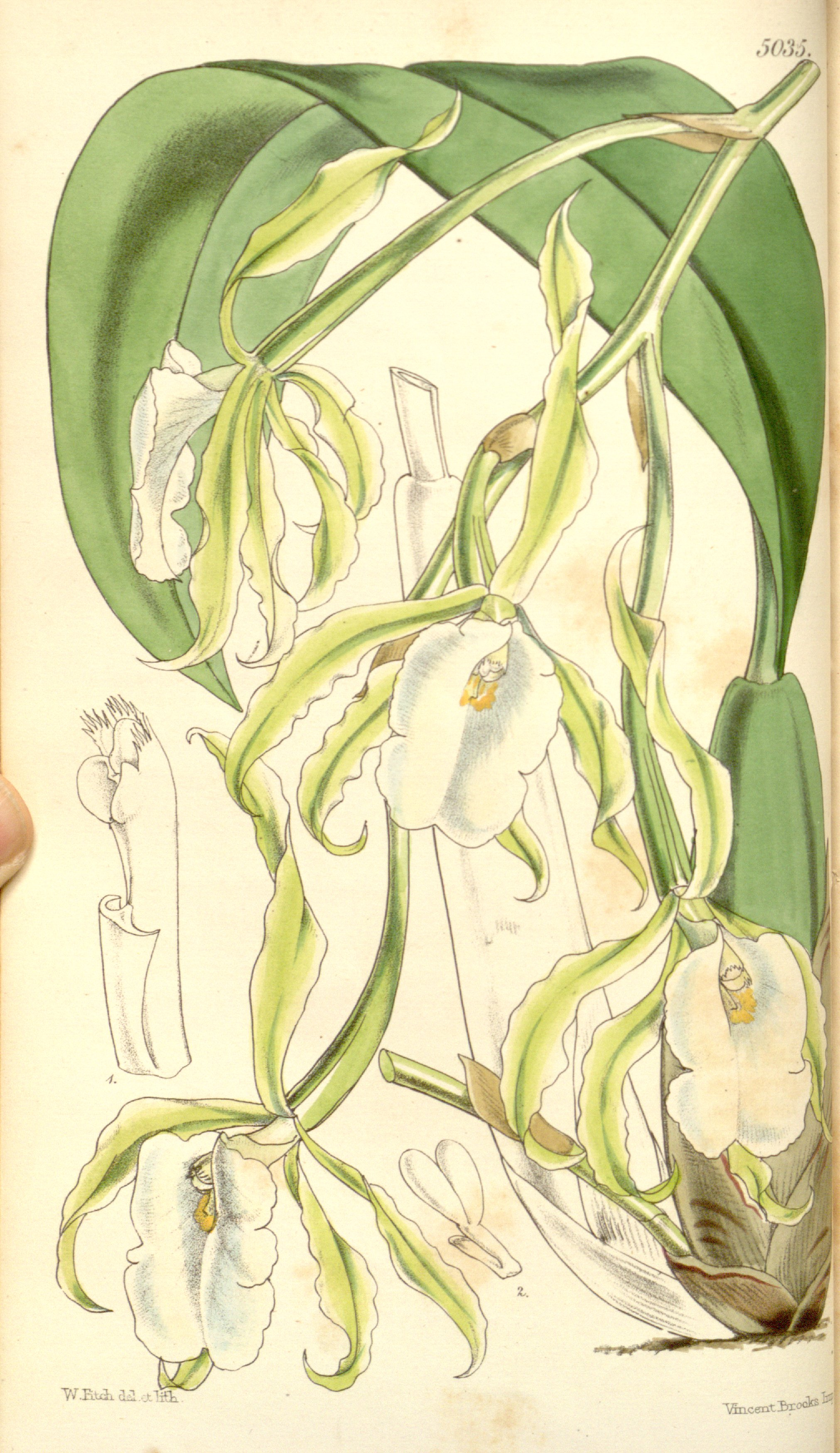